# Cercopithecus hamlyni
Macaco-de-hamlyn ou macaco-cara-de-coruja (Cercopithecus hamlyni)  é um Macaco do Velho Mundo que habita florestas de bambu e floresta ombrófila da República Democrática do Congo. É extremamente rara, e se conhece apenas alguns espécimes; e pouco se sabe sobre eles. Entretanto, esses indivíduos estão amplamente distribuídos através do leste do Congo, do rio Epulu até ao rio Lukuga e do rio Congo até a Floresta Kabale, comum exemplar no noroeste de Ruanda. Geograficamente corresponde de forma muito próxima a Cercopithecus lhoesti. Caminha pelo solo, e parece estar mais ativo durante a noite.
Schwarz (1928) agrupou essa espécie com C. lhoesti, enquanto Elliot (1913) notou que existe uma padrão distinto no terceiro molar e o classificou em outro gênero, Rhinostigma. Este autor acreditava ser um intermediário entre Cercopithecus e Cercocebus. Possui apenas uma subespécie. O macho é muito maior que a fêmea, pesando entre 7 e 10 kg, enquanto que a fêmea pesa em média 4,5 a 6 kg.  Acredita-se que é frugívoro e folívoro. Alguns registros indicam que a espécie vive em pequenos grupos, com menos de 10 indivíduos, com um macho e várias fêmeas, com nenhum dado mostrando que existe monogamia. A espécie em altitudes elevadas, entre 900 m e 4600 m de altitude. A cor é geralmente cinza escuro, com uma característica listra branca que se estende desde a base do nariz até ao lábio superior, dando uma aparência de coruja. O nome científico é uma homenagem ao primeiro negociante que levou o animal ao Zoológico de Londres. Possui glândulas odoríferas no peito, que são usadas para marcar território. Ambos os sexos possuem as nádegas de cor azul, e os machos possuem o escroto com essa cor também. A coloração dos juvenis é marrom-amarelado e a face é rosa. Em cativeiro podem viver até 33 anos. Como outros do gênero, forrageiam por grandes áreas.

## Subespécies
- Cercopithecus hamlyni hamlyni
- Cercopithecus hamlyni kahuziensis